# Manpower-Pooling
Der Begriff Manpower-Pooling (englisch: manpower – Arbeitskraft; to pool – bündeln, konzentrieren, vereinigen) beschreibt eine effiziente Beschäftigungsmöglichkeit von hochqualifizierten Arbeitskräften. In der Volkswirtschaftslehre wird er den externen Skaleneffekten zugewiesen.

## Unternehmenscluster
Beim Manpower-Pooling konzentriert sich eine Branche, beispielsweise die Computer-Technologie, an einem zentralen Ort und bildet ein sogenanntes Unternehmenscluster, um einen ständigen Wechsel von Arbeitskräften bei vollständigem Wettbewerb zu suggerieren. Ziel ist es, die Arbeitslosigkeit zu senken und Arbeitskräftemangel zu reduzieren. Jede Arbeitskraft soll in die Lage versetzt werden, sofort eine neue Beschäftigung in dem Unternehmenscluster zu finden. Der Vorteil des Pooling für die Arbeitnehmer liegt darin, dass sie durch die zentrale Lage und ihre Qualifikationen den Nettoverdienst indirekt in die Höhe treiben können, da die Unternehmen versuchen, stets die bestqualifizierten Arbeitskräfte in ihrem Personalbestand aufzunehmen. Somit sind die Unternehmen gezwungen, den höchsten Verdienst als ein finanzielles Anreizsystem zu gewährleisten. Der Vorteil für die brancheninternen Unternehmen ist folglich das Aufeinandertreffen von besten Mitarbeitern auf kleinstem Raum ohne großen Suchaufwand und somit der Wegfall von unnötigen Kosten für Personalbeschaffungsmaßnahmen.
Für ein Pooling von Arbeitskräften müssen immer geeignete Orte ausgewählt werden, um die jeweilige Branche so vorteilhaft wie möglich wirtschaften zu lassen. Dabei gibt es kaum Branchen, in denen das Pooling nicht möglich wäre.

### Ursprung
Der britische Ökonom Alfred Marshall analysierte das Ereignis der „geografischen Zusammenballung einer Branche, die nicht ohne weiteres durch natürliche Ressourcen erklärt werden konnte“. Marshall erkannte, dass durch die Nähe der Unternehmen der Arbeitsmarkt deutlich effizienter gestaltet ist als bei weit entfernten Einzelunternehmen. Ein lokaler Pool von spezialisierten Arbeitskräften hält bei steigender Nachfrage zum einen die Suchkosten gering, zum anderen ist der benötigte Einarbeitungsaufwand für die neuen Mitarbeiter gering. Durch die Addition von Wissensexternalitäten, spezialisierten Anbietern und dem Manpower-Pooling sei es für Unternehmen vorteilhaft, ein Cluster zu bilden, da die Produktivität steige.

### Beispiele
Anhand des bekannten Ortes Silicon Valley wurde ersichtlich, wie einfach und flexibel es für die Arbeitnehmer war, den Job innerhalb eines Ortes zu wechseln. Bekannte Unternehmen wie Apple, IBM, Hewlett-Packard, Oracle und viele mehr gehören zu den weltweit besten Unternehmen, was unter anderem auch auf die geografisch günstige Lage zurückzuführen ist. Andere bekannte Beispiele sind eine Zusammenballung von Besteckherstellern in Sheffield sowie die Strumpfwarenbranche, welche in Northampton vorzufinden war. Aber auch die Unterhaltungsindustrie in Hollywood gilt als Beweis des Poolings.

## Arbeitnehmerüberlassung
Der Begriff Manpower-Pooling im weiteren Sinne wird auch in der Personalwirtschaft verwendet. Beim personalwirtschaftlichen Arbeitskräfte-Pool wird von den sogenannten Arbeitnehmerüberlassungsorganisationen gesprochen. Diese stellen eher eine Art „Drittbezogenheit“ dar, wobei die Organisation die Arbeitskraft vom Unternehmen 1 an Unternehmen 2 verleiht, um einen ständigen Austausch von Arbeitskräften zu suggerieren.
Priorität liegt dabei immer auf der Jobsicherheit der qualifizierten Mitarbeiter, welche nach Wochen bzw. Monaten hochmotiviert wieder ins eigene Unternehmen zurückkehren. Das entsprechende und neu errungene Know-how verbleibt somit im Unternehmen und erspart unnötige Einarbeitungszeiten wie beispielsweise bei Zeitarbeitern.
Darüber hinaus unterstützt dieses Beschäftigungsphänomen aber auch gleichzeitig die Eingliederung von Arbeitslosen, welche durch diese Organisationen an andere Unternehmen „verliehen“ werden. Hierbei arbeiten die Arbeitskräfte-Pools nicht gewinnorientiert, sondern dienen eher als Sprungbrett, um den Betroffenen den Einstieg in die Berufswelt zu erleichtern. Ziel ist dabei, die kurzfristigen Arbeitsverhältnisse der „verliehenen Arbeitskräfte“ in reguläre Beschäftigung umzuwandeln. Der Vorteil für die entlassenen Arbeitnehmer liegt darin, dass sie nicht arbeitslos sind und sich während der Kündigungsfrist im Abkommen mit dem alten Unternehmen schon im neuen Unternehmen einarbeiten können.

### Vorgehensweise
Der Einsatz von Personal erfolgt also nicht über den Arbeitgeber, sondern über die Organisation, welche sich um den reibungslosen Austausch von Arbeitskräften bemüht. Diese Beschaffungsmöglichkeit bildet eine überbetriebliche Personalreserve bei Mangel an Mitarbeitern. Meist ist dies der Fall, wenn der Personalbedarf reduziert werden muss, während das andere Unternehmen personelle Kapazitätsengpässe aufweist. Wenn beispielsweise in einem produzierenden Betrieb kurzfristig Mitarbeiter für die Herstellung fehlen, kann sich das Unternehmen an eine Organisation wenden, um sich kurzfristig Personal zu leihen. Anschließend endet das Arbeitsverhältnis zwischen dem Unternehmen und den benötigten Arbeitskräften, welche in ihr altes Unternehmen zurückkehren.
Darüber hinaus wird diese Austauschform auch benutzt, um den Mitarbeitern die Flexibilität eines kurzzeitigen Arbeitsplatzwechsels zu gewähren, um in andere Unternehmenssituationen einbezogen zu werden und neue Arbeitsvorgänge zu lernen.

### Gründe für Entstehung
Ursachen für den zunehmenden Einsatz von betriebsübergreifenden Personal liegen unter anderem in den Markt- und Rationalisierungsmaßnahmen. Viele Unternehmen bevorzugen bei der Produktion Just in Time und nutzen Personaleinsatzmöglichkeiten wie KAPOVAZ (Kapazitätsorientierte variable Arbeitszeit) und Leiharbeit. Dabei benötigt das jeweilige Unternehmen je nach Produktionslage einen bestimmten Personalbestand, um die Kosten so gering wie möglich zu halten. Diese Pools entstanden, um einen Austausch von hochqualifizierten Mitarbeitern zu schaffen, um eben genau auf die Bedürfnisse der Unternehmen reagieren zu können. Genutzt wird dieser Einsatz an Mitarbeitern vor allem in den Dienstleistungssektoren.
Durch die Unterstützung der Arbeitskräfte-Pools wird auch gleichzeitig versucht, den Arbeitskräften einen konstanten Job zu verschaffen und aus einem einst kurzfristigen Arbeitsverhältnis ein langfristiges zu schaffen. Gerade gemeinnützige Pools mit der Priorität der Wiedereingliederung von Arbeitslosen stellen eine Art Hilfe für die Agentur für Arbeit dar und versuchen permanent neue Unternehmen in ihren Katalog mit aufzunehmen.

### Beispiel
Vorreiter des Arbeitskraft-Poolings war die niederländische Zeitarbeitsorganisation „START“. Diese trat in den 1990er Jahren an den Deutschen Gewerkschaftsbund heran, um diese Form von betriebsübergreifender Personalbestandsaufnahme zu erproben. Die Einführung eines Pilotenprojektes in Gronau, Nordrhein-Westfalen erfolgte 1992. Dabei wurde eine gemeinnützige Reintegrationsmaßnahme von Arbeitslosen nach dem Vorbild der niederländischen Organisation geschaffen. Die Einführung der START-Arbeitnehmerüberlassung zeigte deutlichen Erfolg. Bis heute haben sich mehr als 30 Standorte etabliert.

## Einschätzungen dieser Beschäftigung
Arbeitskräfte-Pools bieten eine Alternative zur bisherigen Leiharbeit bzw. Zeitarbeit. Dabei wird versucht, die hohe Arbeitslosigkeit zu senken und den Betroffenen neue Perspektiven zu geben.
Allerdings wird diese Form von Beschäftigung bis heute als zwiespältig betrachtet, da es sich sowohl um Kooperation als auch Konkurrenz der auftraggebenden und auftragnehmenden Unternehmen handelt. Auf der einen Seite bietet sich für teilnehmende Unternehmen die Möglichkeit, hochqualifizierte Mitarbeiter einzustellen, auf der anderen Seite aber entstehen genau hier die Probleme des Abwerbens.
Oft ist ein häufiger Wechsel für die Betroffenen auch mit einigen Belastungen verbunden, wie rasche Anpassung an den neuen Betrieb und neue Arbeitsanforderungen. Häufig kommt es sogar zu Interessenskonflikten zwischen den „Geliehenen“ und dem Stammpersonal des Unternehmens, da die Integration in den betrieblichen Ablauf fehlt.